# Euchiton
Euchiton es un género de plantas con flores perteneciente a la familia de las asteráceas. Comprende 36 especies descritas y de estas, solo 17 aceptadas.

## Taxonomía
El género fue descrito por Alexandre Henri Gabriel de Cassini  y publicado en Dictionnaire des Sciences Naturelles [Second edition] 56: 214–218. 1828. La especie tipo es: Euchiton pulchellus Cass.
Etimología
Euchiton: nombre genérico que proviene de las palabras griegas eu = "bueno", y chitón = "una túnica o cubierta".

## Especies
A continuación se brinda un listado de las especies del género Euchiton aceptadas hasta julio de 2012, ordenadas alfabéticamente. Para cada una se indica el nombre binomial seguido del autor, abreviado según las convenciones y usos.
- Euchiton audax (D.G.Drury) Holub
- Euchiton brassii (Mattf.) Anderb.
- Euchiton breviscapus (Mattf.) Anderb.
- Euchiton collinus Cass.
- Euchiton delicatus (D.G.Drury) Holub
- Euchiton ensifer (D.G.Drury) Holub
- Euchiton involucratus (G.Forst.) Holub
- Euchiton japonicus (Thunb.) Holub
- Euchiton lateralis (C.J.Webb) Breitw. & J.M.Ward
- Euchiton limosus (D.G.Drury) Holub
- Euchiton litticola A.M.Buchanan
- Euchiton paludosus (Petrie) Holub
- Euchiton polylepis (D.G.Drury) Breitw. & J.M.Ward
- Euchiton ruahinicus (D.G.Drury) Breitw. & J.M.Ward
- Euchiton sphaericus (Willd.) Holub
- Euchiton traversii (Hook.f.) Holub
- Euchiton umbricola (J.H.Willis) Anderb.